# Nerses IV Wdzięczny
Nerses IV Šnorhali zwany Wdzięcznym, arm. Ներսէս Շնորհալի (1098 lub 1102 w Gaziantep – 1172 lub 13 sierpnia 1173 w Hromkla) – chrześcijański poeta ormiański. Święty Apostolskiego Kościoła Ormiańskiego oraz Kościoła Katolickiego.
Przez sześć lat pełnił funkcję katolikosa Wielkiego Domu Cylicyjskiego, działał także na rzecz ekumenizmu. W historii zapisał się przede wszystkim jako czołowy liryk ormiański, autor poematu lirycznego Jezus, Syn jedyny Ojca, uważanego za jedno z arcydzieł średniowiecznej epiki europejskiej, które stawia Nersesa w jednym rzędzie z Dantem czy Miltonem; w dystychu elegijnym zawarł on całe biblijne dzieje zbawienia, opatrując je wstawkami modlitewnymi i pokutnymi. Jednocześnie przyczynił się on do ożywienia literackiego języka ormiańskiego poprzez wprowadzenie do wzniosłego stylu zwrotów przejętych z mowy ludowej, był nowatorem formy poetyckiej, udoskonalił i zakorzenił rym w narodowym pieśniarstwie. Napisał także szereg pieśni do dziś wykorzystywanych w niedzielnej liturgii.
Przez długi czas nieznany w Polsce, został przetłumaczony przez ks. Marka Starowieyjskiego oraz Jerzego Litwiniuka.

## Życie
Nerses urodził się na zamku rodzinnym Kowk, w Gaziantep, w 1098 bądź 1102; obok dokładnej daty narodzin, nie znamy również imienia, jakie otrzymał na chrzcie, a jedynie to, które nosił już jako kapłan. Przydomek Šnorhali oznacza "piękny", ale również "wdzięczny". Nadany mu on został w starczym wieku, bądź pośmiertnie, dla uczczenia przymiotów szczególnej łagodności w sporach i wrażliwości na bliźnich, jakimi miał się odznaczać.
Najwięcej pewnych informacji o pochodzeniu, rodzinie i życiu Nersesa zachowało się w poetyckim memoriale jego własnego autorstwa, który dopisał jako ostatni rozdział poematu Jezus, Syn jedyny Ojca. Wiemy stąd np. to, że jego bratem był patriarcha Grigoris III, zaś siostra, Maria, była rekluzką, czyli pustelniczką ormiańską mieszkającą w małej celi.

I dlatego ja, Nerses, którego brat ma na imię Grigoris i jest naszym patriarchą z rodu Haika, nałożyłem na siebie trud napisania tego poematu (...). Podobnie też, jeśli chodzi o moich rodziców, którzy są teraz zgromadzeni w niebie, proszę was, wspomnijcie ich w swoich modlitwach, gdy będziecie wylewali swoje łzy. Także i o moich braciach, wedle ich godności: najpierw o wielkim i znakomitym Patriarsze, następnie o Bazylim, panu znakomitym, i o świetnym Zorawarze, i o ich dzieciach z nich zrodzonych, i o całej rodzinie (...). I o Marii, rekluzce, naszej chwalebnej siostrze wedle ciała, i o jej synu Wahramie, który już spoczywa w Chrystusie. Niech ten poemat stanie się wiecznym wspomnieniem teraz i w dniach, które mają nadejść...

Otrzymał staranne wykształcenie, najpierw w domu, później w zaś w Czerwonym Klasztorze, do którego wstąpił. W latach 1166–1172 lub 1173 pełnił funkcję katolikosa Wielkiego Domu Cylicyjskiego.

## Twórczość
Tradycyjny pogląd na literaturę wschodniochrześcijańską dopatruje się w twórczości Nersesa Šnorhali wybitnego wkładu w średniowieczną poezję religijną. Kojarzony jest on powszechnie jako czołowa postać epoki rozkwitu wielkiej literatury armeńskiej, zaś jego wpływ jako pieśniarza wielu badaczy porównuje do pisarstwa św. Grzegorza z Nareku, którego psalmy Ormianie uważają za księgę świętą. Badacz piśmiennictwa patrystycznego, ks. Marek Starowieyski, stawia Nersesa w gronie takich pisarzy jak Augustyn z Hippony, Dante Alighieri czy John Milton, nadając jego głównemu dziełu – poematowi Jezus, Syn jedyny Ojca – rangę arcydzieła.
Nerses był autorem pieśni religijnych, poematów i wierszy historycznych (między innymi Elegia na zdobycie Edessy przez pogan, 1144), a także wierszowanych zagadek opartych na folklorze.
- poematy –

Do tej części twórczości Nersesa należą dwa dzieła uważane za najsłynniejsze w jego dorobku: psalmiczy Żal po Edessie oraz poemat będący liryczną repliką wybranych fragmentów Pisma Świętego, Jezus, Syn jedyny Ojca.
- pieśni brewiarzowe –

Zhamagirk
- modlitwy liryczne –
- pieśni wielkopostne –
- hymny –
- wiersze ludowe –